# Banyeres de Mariola
Banyeres de Mariola község Spanyolországban, Alicante tartományban. Lakosainak száma 7307 fő (2024). Banyeres de Mariola Alcoy, Beneixama, Biar, Onil, Bocairent, Fontanars dels Alforins és Ontinyent községekkel határos.

## Testvértelepülések
- Campan

## Népesség
A település lakosságának változását az alábbi diagram mutatja:
| Lakosok száma | 6983 | 7314 | 7237 | 7240 | 7200 | 7174 | 7108 | 7068 | 7113 | 7307 |
|               | 2001 | 2004 | 2006 | 2009 | 2011 | 2014 | 2016 | 2019 | 2021 | 2024 |